# Traducció jurada a Espanya
La traducció jurada és la traducció oficial de títols, documents, certificats, etc. que requereixen una validesa legal. Aquest tipus de traducció només la pot realitzar aquell traductor acreditat per a això, que es denomina, a Espanya traductor-intèrpret jurat. La necessitat de realitzar aquest tipus de traducció sorgeix a partir de les exigències de determinades autoritats (ministeris, jutjats, institucions acadèmiques) de consignar una còpia fidel d'un determinat document original; o bé de la necessitat d'avalar, en la llengua d'arribada, la informació continguda en el text original. Les traduccions jurades degudament realitzades es converteixen en documents públics una vegada han estat consignats el segell i la signatura de l'intèrpret jurat. Aquest tipus de traduccions només pot ser realitzat per un traductor jurat, el qual signa, certifica i segella el document.

## Normativa
Fins ara, no existeix en tot Espanya una normativa obligatòria que reguli la metodologia de les traduccions jurades. Ara bé, algunes associacions de traductors jurats, com ara l'APETI o l'ASETRAD, han fet una temptativa de normalització i han creat un seguit de "normes" que recullen els aspectes fonamentals que cal tenir en compte a l'hora de realitzar una traducció jurada. Avui dia, totes aquestes normes serveixen d'orientació i de guia per a professionals i estudiants de la traducció jurada.
Per tal d'aconseguir l'habilitació de traductor jurat, a Espanya existeixen certes diferències depenent de si la llengua d'arribada és el català, el castellà, el basc o el gallec, i per sol·licitar més informació caldrà adreçar-se als diferents organismes de cada Comunitat Autònoma: 
- A Catalunya, la Direcció General de Política Lingüística de la Generalitat.[3]
- A Galícia, el Departamento de Política Lingüística de la Xunta.[4][5]
- Al País Basc, el Govern Basc.[6]
- A la resta del territori espanyol, el Ministeri d'Afers Exteriors i Cooperació.

## Com obtenir el títol de traductor jurat al català
Hi ha dues maneres possibles d'obtenir el títol de traductor jurat a Catalunya:
- A través de la convocatòria general que fa la Generalitat de Catalunya entre els mesos d'octubre i novembre a Barcelona. Aquesta convocatòria surt publicada prèviament al Diari Oficial de la Generalitat de Catalunya (DOGC).
- Les persones que disposen de la titulació universitària oficial en Traducció i Interpretació poden aconseguir el títol de traductor jurat al català si han complert els requisits de formació específica establerts en la normativa vigent de Traducció i Interpretació jurades.

Durant l'any 2014 la Direcció General de Política Lingüística va convocar proves de traducció i interpretació jurades, però els graduats en Traducció i Interpretació van poder sol·licitar l'habilitació.
Les proves per a l'habilitació estan dividides en 3 parts: 
1. Prova de dret. Estan exempts de fer aquesta prova els graduats o llicenciats en Dret, Traducció i Interpretació (al català) i tots aquells traductors jurats d'algun altre idioma.
2. Prova de català. Estan exempts de fer aquesta prova els graduats o llicenciats en Filologia Catalana, els traductors jurats d'algun altre idioma i qualsevol persona que pugui acreditar uns coneixements de català equivalents al certificat de nivell D que atorga la Direcció de Política Lingüística, com per exemple els graduats en Traducció i Interpretació al català.
3. Prova de traducció. Consisteix en una part de traducció general (directa i inversa) i una part de traducció jurídica i econòmica.

## El format de les traduccions jurades
A Espanya, una traducció jurada és un document que té validesa davant de qualsevol autoritat del territori on aquella llengua és oficial. El traductor jurat actua com a notari, en el sentit que dona fe que el document traduït és idèntic a l'original i en respon amb la seva signatura i segell. Per això, el lliurament d'una traducció jurada només es pot realitzar en paper.
Ara bé, els documents originals sí que poden ser transmesos en qualsevol altre mitjà (fax, correu electrònic, correu postal), encara que es recomana que el traductor jurat comprovi físicament el text original per verificar-ne possibles ratllades o anotacions escrites a mà que no apareguin a la fotocòpia; així com, si els segells són en tinta, en sec, en relleu, etc., ja que tot això ha de constar en el document traduït.
Les traduccions jurades exigeixen un format específic de presentació que compleixen els següents requisits: 
- El títol o encapçalament on aparegui: Traducció jurada de (tipus de document).
- La traducció.
- La fórmula fedatària. Es tracta d'un text breu en el qual el traductor jurat certifica la fidelitat i la qualitat de la traducció pel que fa al text original. Segons el Reial Decret 79/1996 de 26 de gener, publicat el 23 de febrer de 1996, s'estableix la següent fórmula fedatària:

El Sr./Sra. (nom i cognoms), Traductor Jurat de (idioma), certifica que el text és traducció fidel i completa al (llengua de destinació) d'un document redactat en (llengua d'origen). (lloc), a (data).
- El Visat. Consisteix en una signatura abreujada que ha de consignar-se a totes i cadascuna de les pàgines de la traducció, excepte a l'última que s'ha de signar.
- Signatura, data i segell del traductor jurat. La signatura completa i la data aniran al final del document; no obstant això, el segell s'estamparà juntament amb el visat a totes les pàgines, a més a més de l'última.

En cas de ser necessari, la traducció jurada pot contenir també notes aclaridores a peu de pàgina i una sèrie d'acotacions o aclariments entre claudàtors si el traductor jurat ho considera oportú.